# Nearcha agnata
Nearcha agnata là một loài bướm đêm trong họ Geometridae.